# Psephit
Psephit (tiếng Hy Lạp: psephos, cuội, sỏi) là đá mảnh trầm tích với kích thước hạt lớn hơn 2 mm (0,08 inch), chẳng hạn như các dạng cuội kết (conglomerat). Thuật ngữ tương đương trong tiếng Latinh là rudit, mặc dù psephit nói chung được dùng để chỉ các dạng rudit đã biến chất.
Pettijohn  đưa ra các thuật ngữ miêu tả như dưới đây, dựa trên kích thước hạt, để tránh sử dụng các thuật ngữ như "sét" hay "sét kết" mà trong đó ẩn chứa thành phần hóa học:
| Kết cấu    | Phổ thông | Hy Lạp  | Latinh |
| ---------- | --------- | ------- | ------ |
| Thô        | Sỏi       | Psephit | Rudit  |
| Trung bình | Cát       | Psammit | Arenit |
| Mịn        | Sét       | Pelit   | Lutit  |